# Daniel Hugh Kelly
Daniel Hugh Kelly (* 10. August 1952 in Elizabeth, New Jersey) ist ein US-amerikanischer Schauspieler.

## Leben
Kelly hatte sein Schauspieldebüt 1981 im Fernsehfilm Thin Ice. Ab 1978 war er als Frank Ryan in der Seifenoper Ryan’s Hope zu sehen, durch die er beim US-amerikanischen Fernsehpublikum bekannt wurde. Bis 1981 trat er in 491 Episoden der Serie auf. 1982 gehörte er an der Seite von Maud Adams und Dennis Franz zur Stammbesetzung der Krimiserie Chicago Story, es wurden jedoch nur 13 Folgen produziert. Im darauf folgenden Jahr war er neben Dee Wallace in einer der Hauptrollen der Stephen-King-Verfilmung Cujo zu sehen. 1983 erhielt er neben Brian Keith eine der Hauptrollen in der Fernsehserie Hardcastle & McCormick, die ihn auch international bekannt machte. Das Drehbuch für die Folge „Eine irre Geschichte“ in der dritten Staffel schrieb er selbst. Die Serie wurde 1986 aufgrund sinkender Quotenzahlen eingestellt. Nach mehreren Jahren, in denen er vor allem in Gastauftritten zu sehen war, erhielt er 1996 die Titelrolle des Noah Beckett in der Serie Second Noah, von der bis 1997 21 Episoden in zwei Staffeln entstanden. 1998 wirkte er im Science-Fiction-Film Star Trek: Der Aufstand mit. 2001 spielte Kelly die Hauptrolle des Ben Cartwright in der Serie Ponderosa, einer Neuauflage von Bonanza. Diese wurde jedoch nach 20 Folgen abgesetzt. Es folgten zahlreiche Seriengastauftritte und mehrere Rollen in verschiedenen Filmen. Von 2007 bis 2009 trat er als Colonel Winston Mayer in der Seifenoper Jung und Leidenschaftlich – Wie das Leben so spielt auf.
Kelly ist verheiratet und hat drei Kinder.

## Filmografie

### Filme
- 1983: Cujo
- 1987: Die Unbarmherzigen (Nowhere to Hide)
- 1993: Das zweite Gesicht (The Good Son)
- 1995: Die Ehre zu fliegen (The Tuskegee Airmen)
- 1995: Bad Company
- 1998: Star Trek: Der Aufstand (Star Trek: Insurrection)
- 1999: Der Chill Faktor (Chill Factor)
- 1999: Flüchtiger Ruhm (Passing Glory)
- 2000: Defender – Der Schutzengel (Guardian)
- 2000: Die eiskalte Clique (The In Crowd)
- 2013: The Night Before Halloween (Mischief Night)

### Fernsehserien
- 1978–1981: Ryan’s Hope
- 1982: Chicago Story
- 1983–1986: Hardcastle & McCormick
- 1995–2005: Law & Order
- 1999: Outer Limits – Die unbekannte Dimension (The Outer Limits, eine Folge)
- 2001: Walker, Texas Ranger
- 2001–2002: Ponderosa
- 2003: Las Vegas
- 2004: The West Wing – Im Zentrum der Macht (The West Wing)
- 2005: Supernatural
- 2008: Boston Legal
- 2010: Navy CIS: L.A. (NCIS: Los Angeles)
- 2010: Law & Order: LA (Law & Order: Los Angeles)
- 2011: Memphis Beat
- 2011: The Mentalist (Staffel 4, Folge 6)
- 2014: Navy CIS (Staffel 11, Folge 23)